# Fronte militare clandestino
Il Fronte militare clandestino, denominato ufficialmente "Reparto fronte clandestino militare di resistenza", fu un'organizzazione militare clandestina aderente alla resistenza romana in Italia, in collegamento con il comando supremo delle forze armate del Regno d'Italia (nel periodo del cosiddetto "Regno del Sud"), durante la seconda guerra mondiale. Realtà conservatrice, operante in autonomia e talvolta in concorrenza con i partiti, ebbe nondimeno un ruolo importante nel rifornire di armi, esplosivi, e informazioni le altre formazioni resistenziali.

## Storia
All'indomani dell'armistizio dell'8 settembre 1943, Roma fu immediatamente occupata dai nazisti e tra i militari delle varie Armi del Regio Esercito già il 23 nacque in città il Fronte Militare Clandestino, fondato su indicazione del generale Antonio Sorice, e guidato dal colonnello di stato maggiore Giuseppe Cordero Lanza di Montezemolo, fino al gennaio 1944, quando fu catturato dai tedeschi. Sempre a Roma, il mese successivo seguì la costituzione del Fronte clandestino di resistenza dei carabinieri guidati dal generale Filippo Caruso, nota per questo anche come "Banda Caruso".
Presto al FMC aderì il Fronte clandestino della Marina, che si era costituito il 1º novembre 1943 ad opera del capitano fregata Paolo Comel di Socebran, con compiti di informazioni, assistenza al personale e sabotaggi. Il 10 dicembre ne assunse il comando l'ammiraglio Emilio Ferreri. Nel gennaio 1944 sorse la sezione di La Spezia che raggiunse la consistenza di 850 uomini. Il Servizio informazioni clandestino (SIC) era guidato dall'ammiraglio Francesco Maugeri, già capo del servizio segreto della Regia Marina.
Su ordine del generale Caruso, il tenente colonnello dei carabinieri Ugo Luca, in servizio presso il Servizio informazioni militare, rimasto a Roma durante l'occupazione nazista, divenne responsabile del Nucleo informativo del Fronte militare clandestino, in collegamento con il Comando carabinieri Italia Meridionale.
Il 12 dicembre 1943 il Fronte militare clandestino sottrae al Poligrafico dello Stato, in piazza Verdi, una notevole riserva di carta filigranata del tipo impiegato per stampare carte annonarie, quanto mai preziose per la crescente fame in città (nello stesso giorno i fornai ricevono l'ordine di panificare solo a giorni alterni, per carenza di farine). Con la carta sottratta verranno clandestinamente realizzate e distribuite mezzo milione di tessere contraffatte. Dipendevano dal "Fronte" il centro R, al comando del ten.col. Ernesto Boncinelli, con compiti informativi e il centro X, per i collegamenti radio clandestini, dove operava il ten.col. Ettore Musco.
Fino al marzo 1944 il Fronte fu comandato dal generale Quirino Armellini, poi sostituito dal governo Badoglio dal generale Roberto Bencivenga.
Il 16 maggio 1944 il fronte clandestino fu indebolito da numerosi arresti: dal 16 maggio al giorno 23 dello stesso mese si susseguirono gli arresti della Gestapo: il ten. col. Luigi Cano, il maggiore Alfio Brandimarte, del Fronte militare clandestino, il capitano Fulvio Mosconi, capo della banda Fulvi. Il 29 anche il capo di stato maggiore, il gen. Angelo Odone.
A fine maggio i tedeschi scoprirono le file dell'organizzazione e il rifugio in Laterano di Bencivenga: un'irruzione fu sventata dall'intervento della Santa Sede, fino all'arrivo il 4 giugno 1944 degli Alleati a Roma.
Complessivamente contò su 16.500 aderenti (4.800 della banda Caruso), di cui 2.300 attivi..

## Comandanti
- col. Giuseppe Cordero Lanza di Montezemolo (10 ottobre 1943 - 25 gennaio 1944)
- gen. C.A. Quirino Armellini (25 gennaio 1944 - 22 marzo 1944)
- gen. brig. Roberto Bencivenga (22 marzo 1944 - 5 giugno 1944)

## Ufficiali legati al fronte
- Quirino Armellini
- Vito Artale
- Manfredi Azzarita
- Roberto Bencivenga
- Alfeo Brandimarte
- Filippo Caruso
- Filippo de Grenet
- Giovanni De Lorenzo
- Giorgio Ercolani
- Manlio Gelsomini
- Mario Girotti
- Antonio Iannotta
- Ugo Luca
- Umberto Lusena
- Renato Mazzolani
- Giuseppe Cordero Lanza di Montezemolo
- Fulvio Mosconi
- Ettore Musco
- Simone Simoni
- Ernesto Melis
- Vincenzo Toschi
- Mario Lupo
- Angelo Odone
- Cesare Ponza di San Martino[8]

## Filmografia
- Dieci italiani per un tedesco (Via Rasella), regia Filippo Walter Ratti, 1962, con Gino Cervi, Andrea Checchi, Ivo Garrani